# Nobuhito Takahashi
Nobuhito Takahashi (japanisch 高橋 延仁 Takahashi Nobuhito; * 9. April 1983 in Tokio, Präfektur Tokio) ist ein ehemaliger japanischer Fußballspieler.

## Karriere
Nobuhito Takahashi erlernte das Fußballspielen in der Jugendmannschaft des FC Tokyo und in der Universitätsmannschaft der Universität für Landwirtschaft und Technologie Tokio. Seinen ersten Vertrag unterschrieb er 2006 beim Sagawa Express Tōkyō SC, der ein Jahr später in Sagawa Shiga FC umbenannt wurde. Der Verein spielte in der damaligen dritten japanischen Liga, der Japan Football League. Von Februar 2012 bis Mai 2013 war er vertrags- und vereinslos. Im Juli 2013 ging er nach Thailand. Hier unterschrieb er einen Vertrag beim Angthong FC. Der Verein aus Angthong spielte in der dritten thailändischen Liga, der damaligen Regional League Division 2. Hier trat Angthong in der Central/East-Region an. Am Ende der Saison wurde man Meister und stieg anschließend in die zweite Liga auf. Am 1. Januar 2016 beendete er seine Karriere als Fußballspieler.

## Erfolge
Angthong FC
- Regional League Division 2 – Central/East: 2013  ▲